# Dražice
Dražice su mjesto kod Rijeke u općini Jelenje.
U mjestu je poštanski ured, broj 51218.
Do susjednih naselja su povezane cestama. Istočno se nalazi Podhum, sjeverno se nalazi Podkilavac, južno se nalaze Zastenice, a zapadno je Jelenje.

## Stanovništvo
| broj stanovnika | 427   | 357   | 357   | 430   | 491   | 531   | 563   | 626   | 742   | 670   | 751   | 995   | 1367  | 1665  | 1805  | 2093  | 2064  |
|                 | 1857. | 1869. | 1880. | 1890. | 1900. | 1910. | 1921. | 1931. | 1948. | 1953. | 1961. | 1971. | 1981. | 1991. | 2001. | 2011. | 2021. |

## Promet
Dražice su manje prometno (cestovno) čvorište. U centru Dražica nalazi se kružni tok s raznim poslovnim prostorima i sadržajima.

## Školstvo
Osnovnu školu u Dražicama pohađaju učenici od 5. do 8. razreda, dok onu u Jelenju pohađaju učenici od 1. do 4. razreda.

## Šport
- NK Rječina Dražice
- AK Grobnik
- OK Rječina Dražice